# TPM4
TPM4‏ (Tropomyosin 4) هوَ بروتين يُشَفر بواسطة جين TPM4 في الإنسان.